# Salmo 7
El Salmo 7 es el séptimo salmo del Libro de los Salmos. Su autoría se asigna tradicionalmente al rey David . Las numeraciones griegas y masoréticas son las mismas para este salmo. La palabra hebrea shiggayon, que aparece en la inscripción, tiene un significado desconocido.
El mensaje en el salmo es que los justos pueden parecer débiles, pero al final prevalecerán contra los impíos.

## Texto
- Manuscritos antiguos que contienen este capítulo:
  - Texto masorético (copia más antigua del siglo X d. C.)[1]
  - Septuaginta (una traducción de la Biblia hebrea al griego desde el siglo III a. C. )
  - Rollos del Mar Muerto (del siglo II a. C.)
- Este salmo está dividido en 18 versículos.
- En la versión de la Nueva Traducción de la Sociedad Bíblica de Indonesia , este salmo se titula "Dios, el juez justo".
- El mensaje de este salmo es que aunque los justos parezcan débiles, finalmente triunfarán sobre los inicuos.[2]
- La palabra " shiggaion " (en hebreo : שגיון , syigayon ) en el preámbulo del párrafo 1 se traduce como "lamento" (o tal vez una canción que expresa sentimientos abiertamente con cambios de ritmo rápidos, tal vez una canción apasionada con cambios rápidos de ritmo ) .[3]
- Varios eruditos bíblicos consideran "Cus el benjaminita ", en el versículo 1 se refiere al rey Saúl , pero algunos sospechan que se refiere a Simei , los parientes de Saúl, que una vez maldijo a David mientras huía de Absalón , como se registra en el libro de 2 Samuel 16. : 5-14 .[4]

### Versión de la Biblia hebrea
A continuación está el texto hebreo del Salmo 7: 
| Versículo | hebreo                                                            |
| --------- | ----------------------------------------------------------------- |
| 1         | .שִׁגָּיוֹן, לְדָוִד: אֲשֶׁר-שָׁר לַיהוָה - עַל-דִּבְרֵי-כוּשׁ, בֶּן-יְמִינִי.               |
| 2         | .יְהוָה אֱלֹהַי, בְּךָ חָסִיתִי; הוֹשִׁיעֵנִי מִכָּל-רֹדְפַי, וְהַצִּילֵנִי.                  |
| 3         | .פֶּן-יִטְרֹף כְּאַרְיֵה נַפְשִׁי; פֹּרֵק, וְאֵין מַצִּיל                               |
| 4         | .יְהוָה אֱלֹהַי, אִם-עָשִׂיתִי זֹאת; אִם-יֶשׁ-עָוֶל בְּכַפָּי                          |
| 5         | .אִם-גָּמַלְתִּי, שׁוֹלְמִי רָע; וָאֲחַלְּצָה צוֹרְרִי רֵיקָם                            |
| 6         | .יִרַדֹּף אוֹיֵב נַפְשִׁי, וְיַשֵּׂג - וְיִרְמֹס לָאָרֶץ חַיָּי; וּכְבוֹדִי, לֶעָפָר יַשְׁכֵּן סֶלָה     |
| 7         | .קוּמָה יְהוָה, בְּאַפֶּךָ - הִנָּשֵׂא, בְּעַבְרוֹת צוֹרְרָי; וְעוּרָה אֵלַי, מִשְׁפָּט צִוִּיתָ       |
| 8         | .וַעֲדַת לְאֻמִּים, תְּסוֹבְבֶךָּ; וְעָלֶיהָ, לַמָּרוֹם שׁוּבָה                            |
| 9         | .יְהוָה, יָדִין עַמִּים: שָׁפְטֵנִי יְהוָה; כְּצִדְקִי וּכְתֻמִּי עָלָי                     |
| 10        | ; יִגְמָר נָא רַע, רְשָׁעִים-- וּתְכוֹנֵן צַדִּיק .וּבֹחֵן לִבּוֹת, וּכְלָיוֹת-- אֱלֹהִים צַדִּיק |
| 11        | .מָגִנִּי עַל-אֱלֹהִים; מוֹשִׁיעַ, יִשְׁרֵי-לֵב                                    |
| 12        | .אֱלֹהִים, שׁוֹפֵט צַדִּיק; וְאֵל, זֹעֵם בְּכָל-יוֹם                               |
| 13        | .אִם-לֹא יָשׁוּב, חַרְבּוֹ יִלְטוֹשׁ; קַשְׁתּוֹ דָרַךְ, וַיְכוֹנְנֶהָ                        |
| 14        | .וְלוֹ, הֵכִין כְּלֵי מָוֶת; חִצָּיו, לְדֹלְקִים יִפְעָל                             |
| 15        | .הִנֵּה יְחַבֶּל-אָוֶן; וְהָרָה עָמָל, וְיָלַד שָׁקֶר                                 |
| 16        | .בּוֹר כָּרָה, וַיַּחְפְּרֵהוּ; וַיִּפֹּל, בְּשַׁחַת יִפְעָל                                |
| 17        | .יָשׁוּב עֲמָלוֹ בְרֹאשׁוֹ; וְעַל קָדְקֳדוֹ, חֲמָסוֹ יֵרֵד                             |
| 18        | .אוֹדֶה יְהוָה כְּצִדְקוֹ; וַאֲזַמְּרָה, שֵׁם-יְהוָה עֶלְיוֹן                           |

### Versión de la Biblia del Rey Jacobo
1. Oh SEÑOR, Dios mío, en ti he confiado; sálvame de todos los que me persiguen, y líbrame.
2. No sea que desgarre mi alma como un león, despedazándola, sin que no haya quien libere.
3. Oh SEÑOR, Dios mío, si he hecho esto; si hay iniquidad en mis manos;
4. Si he recompensado mal al que estaba en paz conmigo; (sí, le he entregado que sin causa es mi enemigo :)
5. Que el enemigo persiga mi alma y la tome; sí, que pisotee mi vida sobre la tierra, y ponga mi honor en el polvo. Selah.
6. Levántate, oh SEÑOR, en tu ira, levántate a causa del furor de mis enemigos, y despiértame para el juicio que has mandado.
7. Así te rodeará congregación de pueblos; por ellos, vuelve tú a las alturas.
8. El SEÑOR juzgará a los pueblos; júzgame, SEÑOR, según mi justicia y según la integridad que hay en mí.
9. ¡Que acabe la maldad de los impíos; mas establece al justo; porque el Dios justo prueba el corazón y la mente.
10. Mi defensa es Dios, que salva a los rectos de corazón.
11. Dios juzga a los justos y Dios se enoja con los impíos todos los días.
12. Si no se vuelve, afilará su espada; ha tendido su arco y lo ha preparado.
13. También le ha preparado instrumentos de muerte; ordena sus flechas contra los perseguidores.
14. He aquí, sufre dolores de parto con iniquidad, y concibe maldad, y engendra falsedad.
15. Hizo un hoyo, lo cavó y cayó en el hoyo que hizo.
16. Su maldad volverá sobre su propia cabeza, y su trato violento caerá sobre su propia cabeza.
17. Alabaré al SEÑOR conforme a su justicia, y cantaré alabanzas al nombre del SEÑOR Altísimo.

### Versión de la Biblia Reina-Valera 1960
1 Jehová Dios mío, en ti he confiado; Sálvame de todos los que me persiguen, y líbrame,
2 No sea que desgarren mi alma cual león, Y me destrocen sin que haya quien me libre.
3 Jehová Dios mío, si yo he hecho esto, Si hay en mis manos iniquidad;
4 Si he dado mal pago al que estaba en paz conmigo (Antes he libertado al que sin causa era mi enemigo),
5 Persiga el enemigo mi alma, y alcáncela; Huelle en tierra mi vida, Y mi honra ponga en el polvo. Selah
6 Levántate, oh Jehová, en tu ira; Alzate en contra de la furia de mis angustiadores, Y despierta en favor mío el juicio que mandaste.
7 Te rodeará congregación de pueblos, Y sobre ella vuélvete a sentar en alto.
8 Jehová juzgará a los pueblos; Júzgame, oh Jehová, conforme a mi justicia, Y conforme a mi integridad.
9 Fenezca ahora la maldad de los inicuos, mas establece tú al justo; Porque el Dios justo prueba la mente y el corazón.
10 Mi escudo está en Dios, Que salva a los rectos de corazón.
11 Dios es juez justo, Y Dios está airado contra el impío todos los días.
12 Si no se arrepiente, él afilará su espada; Armado tiene ya su arco, y lo ha preparado.
13 Asimismo ha preparado armas de muerte, Y ha labrado saetas ardientes.
14 He aquí, el impío concibió maldad, Se preñó de iniquidad, Y dio a luz engaño.
15 Pozo ha cavado, y lo ha ahondado; Y en el hoyo que hizo caerá.
16 Su iniquidad volverá sobre su cabeza, Y su agravio caerá sobre su propia coronilla.

17 Alabaré a Jehová conforme a su justicia, Y cantaré al nombre de Jehová el Altísimo.

### Versión de la Biblia Reina-Valera 1995
1 Jehová, Dios mío, en ti he confiado; de todos los que me persiguen sálvame y líbrame,
2 no sea que desgarren mi alma cual león y me destrocen sin que haya quien me libre.
3 Jehová, Dios mío, si de algo soy culpable, si hay en mis manos iniquidad,
4 si he dado mal pago al que estaba en paz conmigo (al contrario, he libertado al que sin causa era mi enemigo),
5 que me persiga el enemigo y me alcance, que pisotee en tierra mi vida y mi honra ponga en el polvo. Selah
6 ¡Levántate, Jehová, en tu ira! ¡Álzate en contra de la furia de mis angustiadores y despierta en favor mío el juicio que mandaste!
7 Te rodeará una congregación de pueblos y sobre ella vuélvete a sentar en alto.
8 Jehová juzgará a los pueblos. Júzgame, Jehová, conforme a mi justicia y conforme a mi integridad.
9 Termine ahora la maldad de los malvados, mas establece tú al justo, porque el Dios justo prueba la mente y el corazón.
10 Mi escudo está en Dios, que salva a los rectos de corazón.
11 Dios es juez justo; y Dios está airado contra el impío todos los días.
12 Si no se arrepiente, él afilará su espada; armado tiene ya su arco y lo ha preparado.
13 Asimismo ha preparado armas de muerte y ha hecho saetas ardientes.
14 El impío concibió maldad, se preñó de iniquidad y dio a luz engaño.
15 Pozo ha cavado y lo ha ahondado; pero en el hoyo que hizo, caerá.
16 ¡Su iniquidad recaerá sobre su cabeza y su agravio caerá sobre su propia coronilla!

17 Alabaré a Jehová conforme a su justicia y cantaré al nombre de Jehová, el Altísimo.

### Versión de la Biblia de las Américas
1 Oh Señor, Dios mío, en ti me refugio; sálvame de todos los que me persiguen, y líbrame,
2 no sea que alguno desgarre mi alma cual león, y me despedace sin que haya quien me libre.
3 Oh Señor, Dios mío, si yo he hecho esto, si hay en mis manos injusticia,
4 si he pagado con el mal al que estaba en paz conmigo, o he despojado al que sin causa era mi adversario,
5 que persiga el enemigo mi alma y la alcance; que pisotee en tierra mi vida, y eche en el polvo mi gloria. (Selah)
6 Levántate, oh Señor, en tu ira; álzate contra la furia de mis adversarios, y despiértate en favor mío[l]; tú has establecido juicio.
7 Que te rodee la asamblea de los pueblos, y tú en lo alto regresa sobre ella.
8 El Señor juzga a los pueblos; júzgame oh Señor, conforme a mi justicia y a la integridad que hay en mí.
9 Acabe la maldad de los impíos, mas establece tú al justo, pues el Dios justo prueba los corazones y las mentes.
10 Mi escudo está en Dios, que salva a los rectos de corazón.
11 Dios es juez justo, y un Dios que se indigna cada día contra el impío.
12 Y si el impío no se arrepiente, Él afilará su espada; tensado y preparado está su arco.
13 Ha preparado también sus armas de muerte; hace de sus flechas saetas ardientes.
14 He aquí, con la maldad sufre dolores, y concibe la iniquidad y da a luz el engaño.
15 Ha cavado una fosa y la ha ahondado, y ha caído en el hoyo que hizo.
16 Su iniquidad volverá sobre su cabeza, y su violencia descenderá sobre su coronilla.

17 Daré gracias al Señor conforme a su justicia, y cantaré alabanzas al nombre del Señor, el Altísimo.

## Estructura
El salmo 7 es un salmo de David y una de las lamentaciones de un individuo. Un posible bosquejo del salmo de la siguiente manera:
- Versículo 2f: pidiendo ayuda a Dios
- Versículo 4–6: protesta de inocencia
- Versículo 7-10: logrando los deseos del Juicio Final sobre sus enemigos
- Versículo 11f: certeza reconfortante para Yahveh
- Versículo 13-17: Comparación del enemigo malvado la corte mundial
- Versículo 18: votos.

## Numeración de versos
En la Biblia de Indonesia, este salmo consta de 18 versículos, de los cuales el versículo 1 es la introducción "Canto de lamentación de David, que fue cantado al SEÑOR por causa de Cus el benjaminita". (Nueva traducción de la Sociedad Bíblica de Indonesia). En la Biblia en inglés, a esta oración introductoria no se le asigna un número de versículo, por lo que solo hay 17 versículos en total, donde el versículo 1 en inglés es el mismo que el versículo 2 en indonesio y así sucesivamente.

## Comentarios de la Iglesia católica
A diferencia del salmo anterior, donde el orante reconocía su pecado y pedía perdón, aquí el salmista se declara inocente y pide a Dios que lo juzgue con justicia frente a sus opresores. Es una súplica individual con elementos de la literatura sapiencial, lo que sugiere una composición tardía.
El salmo se divide en dos partes: primero, la petición personal de protección y justicia (vv. 2-10); luego, una reflexión sobre la acción de Dios, que salva al justo y castiga al impío (vv. 11-18). La súplica inicial expresa angustia ante una persecución injusta, representada con la imagen de un león (vv. 2-3). El salmista reafirma su inocencia (vv. 4-6) y clama por un juicio divino (vv. 7-10). En la segunda parte, confía en la justicia de Dios (vv. 11-12) y describe el destino del pecador, cuya propia maldad lo destruye (vv. 13-17), concluyendo con un compromiso de alabanza (v. 18).
Para el cristiano, Jesús es el modelo de oración en los salmos. En la cruz, no pidió castigo para sus perseguidores, sino perdón (Lc 23,34). Dios, como juez supremo, conoce el interior del hombre. Apelar a su juicio es confiar en su defensa (v. 11). El pecador, en cambio, sufre las consecuencias de sus actos, pues el pecado, además de ofender a Dios, hiere al hombre y a la comunidad.

## Usos

### En literatura
Jonathan Edwards usó algunas de las imágenes del Salmo 7 en su famoso sermón 'Pecadores en las manos de un Dios airado ".   
Salmo 7: 12,13 fue usado en Pecadores en las manos de un Dios airado como :

“ El arco de la ira de Dios está doblado, y la flecha preparada en la cuerda, y la justicia dobla la flecha en tu corazón, y tensa el arco, y no es más que el mero placer de Dios, y el de un Dios enojado, sin ninguna promesa u obligación en absoluto, que mantiene la flecha en un momento de emborracharse con tu sangre. ”.

Un despegue de esta imagen utilizada por el libro de Brian Zahnd es "Pecadores en manos de un Dios amoroso"
La imagen de la flecha ocurrirá 15 veces en los Salmos, de Dios, de Sus enemigos e incluso de los hijos de personas bendecidas.

### Judaísmo
- Se recita en Purim.[12][13]

### Catolicismo
Alrededor de 530, San Benito de Nursia elige este salmo para la oficina de Prime de los martes. Según la regla de San Benito, fue el primero de tres salmos. Esta tradición todavía se respeta en varios monasterios.
En la Liturgia de las Horas, el Salmo 7 se recita en la Oficina del mediodía el lunes de la primera semana. Para facilitar la comprensión se le asigna a cada salmo un título en rojo (rúbrica) que no forma parte del salmo. El título del Salmo 7 es Oración del justo calumniado.